# Panthers de Northern Iowa
Les Panthers de Northern Iowa représentent les équipes sportives de l’université du Nord de l'Iowa (UNI). L'université est membre de la Missouri Valley Conference et participe aux compétitions de la Division I de la NCAA (Division I FCS pour le football américain).

## Sports représentés
| Hommes (5)                                             | Femmes (9)           |
| Basketball                                             | Basketball           |
| Cross country                                          | Cross country        |
| Golf                                                   | Golf                 |
| Athlétisme†                                            | Athlétisme†          |
| Football américain                                     | Football (soccer)    |
| Lutte                                                  | Natation et plongeon |
|                                                        | Tennis               |
|                                                        | Softball             |
|                                                        | Volleyball           |
| † – L'athlétisme est pratiqué en salle ou en extérieur |                      |

## Histoire
La mascotte de l'école est la panthère.
Actuellement, les équipes sportives de l'université sont membres de la Missouri Valley Conference à l'exception des équipes de football américain et de lutte, lesquelles sont respectivement membres de la Missouri Valley Football Conference (anciennement Gateway Football Conference) et de la Big 12 Conférence (avant 2017, en Mid-American Conference).
Par le passé, Northern Iowa a été membre de l'Iowa Intercollegiate Athletic Conference (maintenant connue sous le nom de American Rivers Conference), de la North Central Conference et de la Mid-Continent Conference (aujourd'hui connue sous le nom de Summit League).

### Le surnom
Le 8 septembre 1931, l'appel suivant paraît dans le journal étudiant, The College Eye, sous le titre « Concours lancé pour le nom de l'école » :
« Qui veut être appelé tuteur, pédagogue et enseignant tout le temps ? Toutes les grandes écoles du pays ont un nom qui leur permet de se faire connaître dans le monde du sport. L'Iowa est connu sous le nom de Hawkeyes, le Minnesota comme Gophers, Chicago comme Maroons, etc. Pourquoi ne pas donner à l'Iowa State Teachers College un nom qui signifie quelque chose de caractéristique de l'école en plus du fait qu'il s'agit d'un collège d'enseignants ? »,
L'article indique ensuite que les inscriptions sont jugées par un membre du département d'éducation physique, un autre membre du corps professoral et des étudiants.
Lors de l'annonce du concours, l'Iowa State Teachers College participe déjà à des activités sportives inter-universitaires de manière régulière et organisée depuis plus de trente-cinq ans. Les équipes participent à des compétitions avec d'autres collèges de l'Iowa et, à l'occasion, avec des équipes extérieures à l'État, de baseball, de football américain, de basket-ball et d'athlétisme. Jusqu'à la fin de la Première Guerre mondiale, les étudiants sont certes enthousiasmés par ces compétitions, mais ils prennent probablement tout autant de plaisir à réussir les débats scolaires et à participer aux équipes oratoires. L'unique mission de l'école, la préparation des enseignants, a tendance à attirer beaucoup plus de femmes que d'hommes. Et, par conséquent, l’école ne dispose pas d’une abondance de matériel pour attirer ses athlètes à l’époque où seuls les hommes participent à des sports inter-universitaires. Après la guerre, cependant, le collège fait un effort particulier pour attirer les hommes dans la profession d’enseignant. Une partie importante de cet effort consiste à ajouter au programme des cours d’éducation physique qui aident à préparer les hommes à des postes d’enseignant comportant des responsabilités d’entraîneur sportif. L'amélioration des installations d'athlétisme, y compris la construction du West Gymnasium, montre que l'école adopte une attitude plus sérieuse à l'égard du sport.
Le 18 septembre 1931, la direction annonce que Paul Bender, chef par intérim du Département de l'éducation physique des hommes; George Holmes, professeur de journalisme; Robert Burley, président du conseil étudiant; et le rédacteur sportif jugent les propositions. Le gagnant recevra une mallette en cuir de la Berg Drug Company. La deuxième place sera un réveil de la bijouterie Chase. La troisième place, un ticket pour la saison de football américain.